# ساحة المرجة

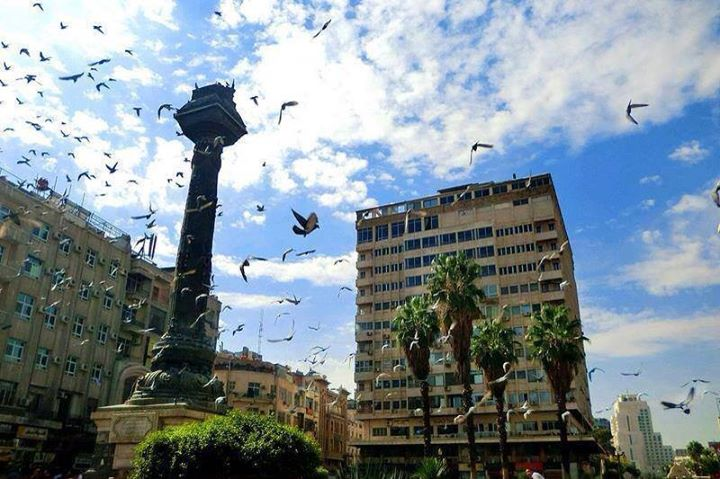
الساحة عام 2013.

ساحة المرجة وتعرف أيضاً باسم ساحة الشهداء  هي ساحة تقع خارج أسوار المدينة القديمة في مركز مدينة دمشق. تقع مقرات وزارة الداخلية السورية في الساحة.
وفي وسط ساحة المرجة ينتصب معلم من معالم مدينة دمشق وهو عمود التلغراف الذي بُني قبل مائة عام، وبُني علي هذا العمود مجسم لجامع هو الأصغر في العالم وسمي هذا النصب نصب التلغراف، وجاء هذا العمود والمجسم تذكاراً لتدشين الاتصالات بين المركز دمشق والمدينة المنورة والبلاد الإسلامية في أواخر العهد العثماني ومتزامناً مع إطلاق الخط الحديدي الحجازي من مدينة دمشق ومحطة القطارات المجاورة لساحة المرجة، وقد أقيم العمود والنصب التذكاري سنة 1907م أيام الوالي العثماني حسين ناظم باشا ولا يزال إلى اليوم. وقد صمم هذا النصب الفنان الإيطالي بابلو روسيني وقام بتصنيعه من معدن البرونز الخالص، كما أقام فوقه نموذجاً دقيقاً لجامع يلدز في تركيا كما يقول الباحث الدكتور قتيبة الشهابي، حيث كانت دمشق والتي أطلق عليها العثمانيون شام شريف من أهم المدن في الإمبراطورية العثمانية بعد إسطنبول.

## ساحة المرجة والتاريخ

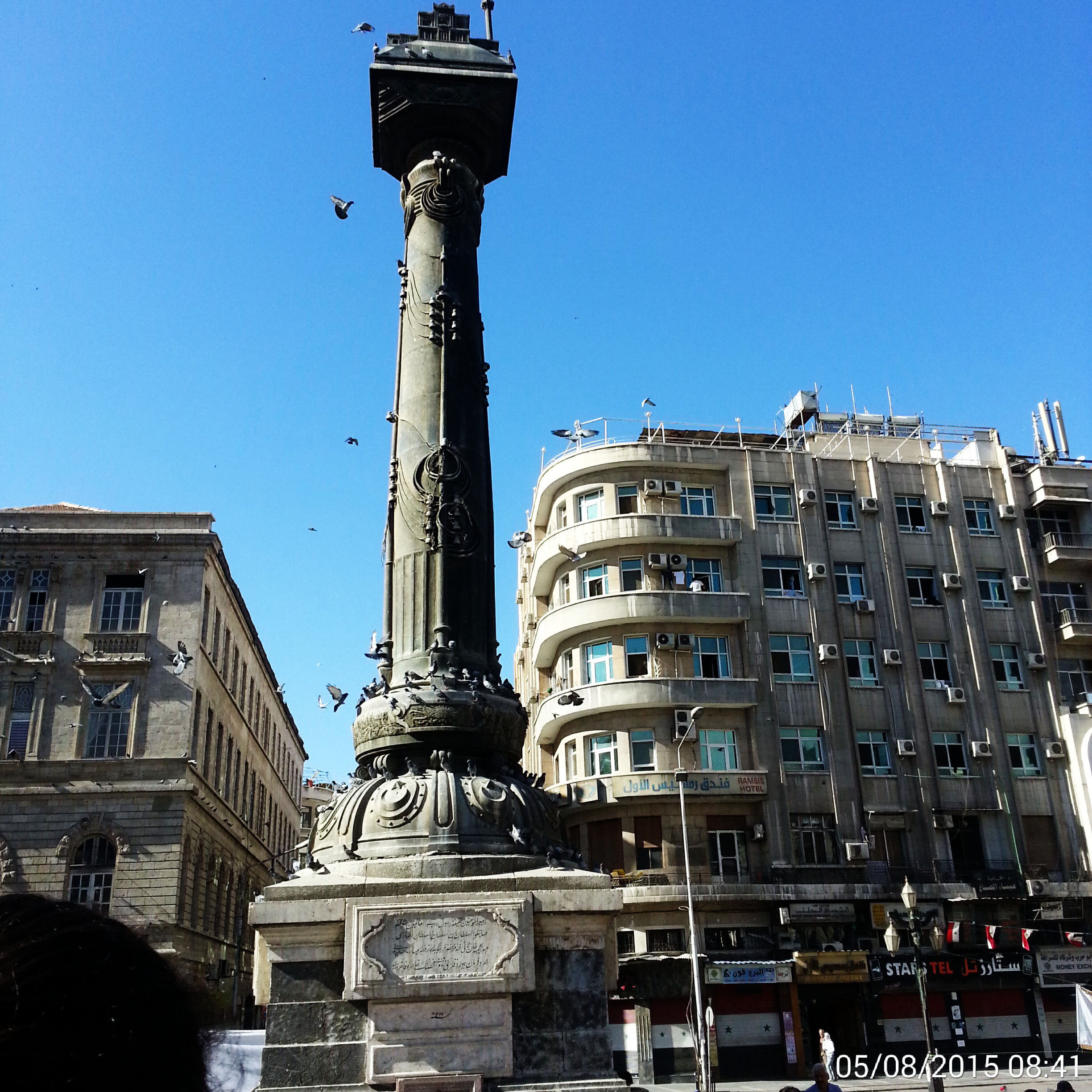
2015-05-08 عمود المرجة

وفي أواسط شهر أغسطس من عام 1915م ألقى جمال باشا السفاح القبض على عدد من أحرار وزعماء العرب ومفكريهم لتعاونهم مع فرنسا الاستعمارية التي كانت تعادي الدولة العثمانية آنذاك، وبعد محاكمة صورية حكم عليهم بالإعدام شنقاً حتى الموت بتهمة خيانة الدولة العليّة، ثم نُفذ الحكم في ساحة المرجة التي سميت فيما بعد بساحة الشهداء أيضاً لتكون هذه الساحة شهيدة وشاهداً على أفظع جريمة ترتكب بحق نخبة من رجالات العلم والفكر والسياسة.
كما شهدت المرجة أحداثاً سياسية أخرى مهمة، ومنها إعدام أبطال الثورة السورية الكبرى 1925 1927 م، الذين كانت فرنسا تلقي بجثثهم في ساحة المرجة بغية نشر الرعب في النفوس كما يضيف المؤرخ قتيبة الشهابي.
وما تزال المرجة مترسخة في تراث الدمشقيين، خاصة في تلك الأهزوجة الشعبية الجميلة التي أُطلقت عند استقبال أهل دمشق للملك فيصل بن الحسين في الساحة التي شهدت سابقا إعدام شهداء السادس من أيار علي يد جمال السفاح، ويقول مطلعها:
زينوا المرجة.. والمرجة لينا.. شامنا فرجة وهي مزينة..،
ولا تزال هذه الأهزوجة تتردد باستمرار في العرضات الشامية والمسلسلات التلفزيونية كتعبير عن حضور هذه الساحة في الذاكرة وارتباطها بالوجدان الشعبي. ومن الكوارث الطبيعية التي شهدتها الساحة فيضان نهر بردى المتكرر الذي كان يسمى الزورة أو الفيضان، إثر الأمطار الغزيرة التي كانت تغمر الساحة والأسواق المجاورة. وكان نهر بردى في بدايات القرن التاسع عشر يتفرع في هذه الساحة إلى فرعين يحتضنان جزيرة صغيرة غنية بالأشجار، كان البعض يطلق عليها اسم الجزيرة أو بين النهرين ومن ثم أطلقوا عليها المرجة بسبب غناها بالأشجار، وحالياً وبعد أن قلَّ منسوب نهر بردى لم يبقَ من الساحة سوى ممر النهر الذي قامت محافظة المدينة بتزيينه بالبورسلان وأنشأت حديقة صغيرة جميلة غُرست فيها الأزهار والورود الشامية وزينت بنوافير المياه التي تحيط بالعمود التذكاري، كما أنشأت في وسطها جسراً للمتنزهين وأحاطتها بسوار حجري مزخرف جميل.
أيام الترامواي والأتونبيل

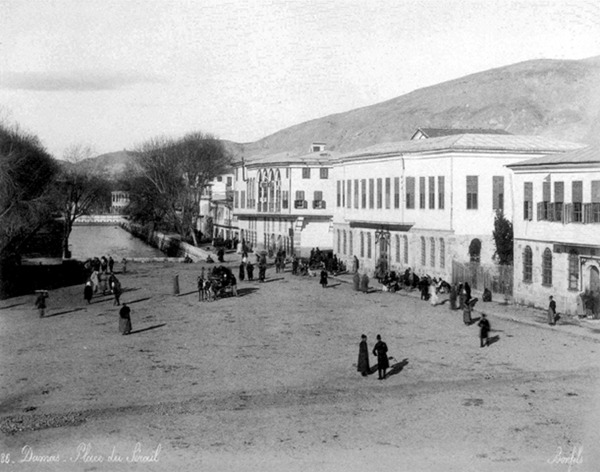
مبنى مكتب البريد في ساحة المرجة عام 1890.

وفي أواخر العهد العثماني كانت ساحة المرجة مقراً لعربات التنقل التي تجرها الخيول، وكانت هذه الخيول تقف إلى الجانب الشرقي تحت ظلال شجيرات الصفصاف حول حوض ماء مرتفع قليلاً لتشرب منه خيول تلك العربات وهي معدة لنقل الناس بين الأحياء وخاصة المرضى منهم. وفيما بعد تحولت المرجة إلى مكان لانطلاق حافلات النقل الجماعي إلى المدن السورية وإلى حارات وريف دمشق. وشهدت ساحة المرجة كذلك أول انتشار للأتمتة الآلية بدخول الترام أو الحافلة الكهربائية الترامواي إليها سنة 1907م وسيره في شوارع مدينة دمشق، ومن ثم السيارة التي دخلت إليها عقب انتهاء الحرب العالمية الأولى 1918 وكان الدمشقيون يسمونها أتونبيل، إلى جانب سيارات الأجرة الكبيرة التي كانت تؤمن السفر إلى خارج المدينة وتُعرف ب البوسطة، وسيارات القاطرة والمقطورة للنقل عبر الصحراء (شركة نيرن) وغيرها، ثم حافلات النقل الداخلي ضمن المدينة التي بدأت بالسير منذ نهاية الحرب العالمية الثانية سنة 1945م. وفي خمسينات القرن الماضي أصبحت المرجة المكان الرئيسي لانطلاق حافلات السفر الجماعي إلى جميع المدن السورية، وتحولت محلاتها الكبيرة إلى مرائب خاصة بكل مدينة تنطلق منها وتأتي إليها سيارات الركوب الصغيرة، فكان جميع السوريين القادمين إلى العاصمة دمشق يحطون رحالهم في ساحة المرجة قبل أن يستقلوا الترامواي أو حافلة النقل الداخلي في ما بعد ليذهبوا إلى مقاصدهم في العاصمة . وقد انتهى دور المرجة بشكل نهائي كمرآب رئيسي مع سبعينات القرن الماضي عندما تأسست مراكز انطلاق حديثة في ساحة العباسيين والقابون ومن ثم حرستا أخيراً.
ساحة المرجة ذاكرة وحضارة
تضم المرجة عشرات الأبنية المختلطة ما بين العمارة القديمة والحديثة، الشرقية منها والأوربية، وشهدت المرجة تأسيس فنادق دمشق الحديثة أوائل القرن الماضي بعد انتهاء دور الخانات المعروفة كأماكن لنوم زوار دمشق كما عرفت المرجة أول دور السينما في دمشق، إذ تأسست فيها سينما زهرة دمشق سينما باتيه عام 1918 وأغلقت سنة 1928 ثم تأسست سينما الإصلاح خانة عام 1921 وسينما الكوزموغراف، ومن بعدها صارت سينما: غازي وسنترال وفاروق والنصر.. وانتشرت في الساحة ولا تزال المقاهي، ومن أقدمها مقهى ديمتري ومقهى الكمال وعلي باشا والورد. وشهدت ولادة المسارح الدمشقية، ومنها مسرح زهرة دمشق والنصر ومسرح القوتلي الذي تأسس في بدايات القرن العشرين وانتهى بحريق سنة 1928 وكان يغني فيه مشاهير المطربين والمطربات. وفي عهد السلطان عبد الحميد أقيمت في المرجة مبان حكومية جديدة ضخمة وفق أساليب العمارة الأوربية الحديثة، ومنها مقر دار الحكومة ودائرة البلدية وإدارة الترامواي وإدارة البريد ودائرة العدلية والثكنة الحميدية ومستودع الذخائر الحربية جبخانة ودائرة الأملاك السلطانية ودائرة البريد والبرق وثكنة التلغراف ومبنى العابد الذي ما زال قائماً حتى الآن. وهكذا كانت المرجة وما تزال ملتقى جميع الدمشقيين والسوريين حتى الآن، وهي صورة صارخة للاكتظاظ السكاني حالياً بخليطها الغريب من المحلات التي تبيع الحلويات الدمشقية الفاخرة ومحلات بيع المكسرات، خاصة الفستق الحلبي، إلى المطاعم والمقاهي الشعبية، ومكاتب المترجمين المحلفين، والمعقبين الذين يقومون بإنجاز المعاملات القانونية لمن يطلبها ومحلات بيع الشرقيات والتحف والهدايا التذكارية والمصنوعات اليدوية الدمشقية والآلات الموسيقية وغيرها.. ولعل المرجة حالياً المكان الوحيد في دمشق الذي لا يعرف الهدوء أو النوم، تنتشر فيها الفنادق الشعبية والفخمة جنباً إلى جنب وعلى أرصفتها يظل باعة الدخان الوطني والأجنبي، وكذلك باعة اليانصيب والعلكة والمكسرات مستيقظين ليل نهار يجمعهم مكان واحد يعج بالمتناقضات وجمال الحياة .